# 18-я хромосома человека

Идиограмма 18-й хромосомы человека

18-я хромосо́ма челове́ка — одна из 22 человеческих аутосом. Хромосома содержит около 78 млн пар оснований, что составляет примерно 2,5 % всего материала ДНК человеческой клетки. Данные по количеству генов на хромосоме в целом разнятся из-за различных подходов к подсчёту. Вероятно, она содержит от 500 до 600 генов.

## Гены
Ниже перечислены некоторые гены, расположенные на 18-й хромосоме:

### Плечо q
- AQP4 — аквапорин 4;
- BCL2 — регулятор апоптоза Bcl-2;
- CDH2 — белок клеточной адгезии (N-кадгерин, CD325);
- FECH — феррохелатаза, или белок протопорфирии;
- NPC1 — белок болезни Ниманна — Пика типа C1;
- PIK3C3 — фосфоинозитид-3-киназа класс 3;
- SMAD4 — член 4 семейства белков SMAD;
- TRT — транстиретин.